# Nicoll-Scrub-Nationalpark
Der Nicoll-Scrub-Nationalpark (englisch Nicoll Scrub National Park) ist ein knapp 27 Hektar großer Nationalpark in Queensland, Australien unmittelbar an der Grenze zu New South Wales.

## Lage
Er liegt im Hinterland der Gold Coast in der Region South East Queensland etwa 90 Kilometer südlich von Brisbane und 16 Kilometer nördlich von Murwillumbah. Die nächstgelegene Stadt ist Currumbin. Von hier erreicht man den Park über die Currumbin Creek Road Richtung Westen, nach etwa 8 Kilometern passiert man den Nationalpark. Dort gibt es keine Besuchereinrichtungen.
In der Nachbarschaft liegen die Nationalparks Springbrook und Burleigh Head.

## Geschichte
Benannt ist der Park nach der Familie Nicoll, frühe Pioniere des Currumbintals und eine der ersten Europäer in diesem Gebiet, die den Wert des Urwalds erkannten und ihn deshalb in seinem ursprünglichen Zustand erhalten haben. 1986 erwarb die Regierung von Queensland das Grundstück von der Familie und erklärte es zum Nationalpark.

## Flora und Fauna
Der Nicoll-Scrub-Nationalpark schützt einen kleinen Bereich primären subtropischen Regenwald an den nördlichen bis nordwestlichen Hängen der McPherson Range. In oberen, bis zu 180 Meter hoch gelegenen Bereichen wächst vornehmlich offener Araukarien-Regenwald, darunter dichter Litoraler Regenwald. Bei einer Bestandsaufnahme im Jahr 2000 wurden 78 verschiedene Wirbeltierarten, darunter sieben Säugetier-, 56 Vogel-, sechs Reptilien- und acht Amphibienarten gezählt.
Zu den gefährdeten Arten die im Park leben gehören die Graukopf-Flughunde (Pteropus poliocephalus), die Orange-tailed Shade Skinks (Saproscincus rosei) und der Richmond birdwing (Ornithoptera richmondia) aus der Familie der Schmetterlinge.